# 澪 (AV女優)
澪（みお、1985年12月17日 - ）は、日本の元AV女優。ティーパワーズ所属。
長崎県出身。血液型:A型。身長:158cm。スリーサイズ:B86(F65)・W58・H84。

## 略歴・人物
2010年1月にワープエンタテインメント専属女優としてAVデビュー。その後、引退。

## 出演作品

### アダルトビデオ
2010年（ワープエンタテインメント専属）
- 不慣れなオマ●コ （1月5日） ※デビュー作
- ザーメンを召し上がるセックス （2月5日）
- 全裸の教室 （3月5日）
- 接吻奴隷 お嬢様のオクチは乱暴なのがお好き （4月5日）
- ナニされても絶対コッチ見てなきゃダメ!! （5月5日）
- 泣いてる君は、美しい （6月5日）
- ドリシャ!! （7月5日）
- こんな女に飲ませてみたい・・・ （8月5日）
- オンナに馬乗りになって強制フェラチオさせて、従順なベロにたっぷり舌上発射する僕。（8月15日）
- 汚れた接吻 言いなりのくちびる （9月5日）
- またがりたい・・・ （10月5日）

#### メーカー総集編
- ナニされても絶対コッチ見てなきゃダメ!! BEST 4時間（2010年12月15日）
- この美女を、今日はじめて会ったばかりの僕らの汁で… THE4時間（2012年4月6日）
- イイオンナ、イラマチオ。 2 4時間（2012年8月3日）

#### 個人総集編
2011年
- 澪づくし01 澪、セックスばっかり4時間スペシャル（1月15日）
- 澪づくし 02 激姦イラマチオ×野獣性交×全汁ゴックン 4時間（2月15日）

### エロスドラマ
- 痴漢（秘）劇場 悶える柔乳、乱れる美尻…（2010年10月8日、竹書房）
- 義母（秘）劇場 淫妻の秘め事…（2010年11月5日、竹書房）